# Microlobius
Microlobius là một chi thực vật có hoa trong họ Đậu.